# Związek Narodowej Odbudowy
Związek Narodowej Odbudowy (nid. Verbond voor Nationaal Herstel, VNH) – holenderskie konserwatywno-nacjonalistyczne ugrupowanie polityczne działające od 1933 r.

## Zarys historyczny
Począwszy od 1931 r. w Holandii trwały próby zjednoczenia wszystkich konserwatywnych i nacjonalistycznych sił politycznych prowadzone przez Horacego Hugona Alexandra van Gybland Oosterhoffa. Jesienią 1932 r. założył on Obóz Narodowej Odbudowy, który miał przygotować utworzenie nowego ugrupowania. 28 stycznia 1933 r. został powołany Związek Narodowej Odbudowy. Funkcję honorowego przewodniczącego pełnił b. generał armii holenderskiej, blisko 80-letni Cornelis Snijders. Partia wzięła udział w wyborach parlamentarnych w tym samym roku, uzyskując 1 miejsce (William Westerman). Spore poparcie miała zwłaszcza w Hadze. Po 1935 r. główną rolę wśród holenderskiej skrajnej prawicy zaczął odgrywać Narodowo-Socjalistyczny Ruch Holenderski (Nationaal-Socialistische Beweging der Nederlanden, NSB). Wielu członków VNH przeszło do niego, chcąc nadać mu bardziej konserwatywne oblicze. W 1937 r. zmarł założyciel VNH, H.H.A. van Gybland Oosterhoff, pozostawiając ją w zamęcie. W wyborach parlamentarnych w tym roku partia straciła swoje jedyne miejsce w parlamencie, co było wynikiem dużego spadku poparcia społecznego. W następnych latach przeobraziła się ona bardziej w ośrodek myśli politycznej, kontynuujący wydawanie pisma "Nationaal Herstel". Po zajęciu Holandii przez Niemcy w maju 1940 r., VNH podjęła próby zorganizowania wspólnego frontu nacjonalistycznych ugrupowań, ale zostały one zignorowane przez okupantów. W 1941 r. partia została oficjalnie rozwiązana w związku z wprowadzeniem przez Niemców zakazu działalności wszelkich ugrupowań politycznych poza NSB.

## Program
Hasła głoszone przez VNH mieściły się na pograniczu faszyzmu i konserwatywnego nacjonalizmu. Partia uważała, że holenderskie społeczeństwo jest zepsute, gdyż brakuje silnej władzy. Występowano przeciw rewolucjonistom, socjalistom i komunistom, chcącym zniszczyć państwo, a także ruchom niepodległościowym na terenie Indii Holenderskich. Odbudowę państwa i społeczeństwa miał zapewnić powrót do takich wartości, jak solidarność, wierność i lojalność wobec monarchii holenderskiej oraz gotowość do samopoświęcenia. VNH opowiadała się za wprowadzeniem nowego systemu wyborczego, który pozwoliłby na wprowadzanie do parlamentu niezależnych kandydatów. Państwo miało mieć silną gospodarkę i wojsko w celu obrony. Chciano także zacieśnienia więzów z koloniami.